# Nandui
Nandui (lat. Rhea) su američki nojevi. Njihovo tijelo je u svim bitnim značajkama jednako nojevom, ali su nanduova krila mnogo bolje razvijena u usporedbi s nojevim. 

## Opis
Od tri poznate vrste je "pampasni noj" ili nandu (Rhea americana) najrašireniji i najpoznatiji. Perje na gornjoj strani glave i vrata, na zatiljku i prednjem dijelu prsiju, te čekinje uz korijen kljuna su crne, perje na sredini vrata žuto, a na grlu, obrazima i gornjim stranama vrata svjetlo olovastosivo. Leđno perje i perje s obje strane prsiju i na krilima je smeđasto pepeljasto, a ono na donjim dijelovima tijela prljavobijelo. Oči nandua su bisernaste, goli dio lica mesne boje, kljun rožnato sivosmeđ, a noge sive.
Ženka se od mužjaka razlikuje uglavnom svjetlijom bojom perja, zatiljka i prednjeg dijela prsiju. Visina mužjaka je otprilike 1,50 m. U kišno doba se obično hrani djetelinama i kukcima. Kasnije traži ona mjesta koja je pognojila stoka. Voli se hraniti korisnim biljkama uvezenim iz Europe. Nandu brzo trči i spretna je ptica.

## Rasprostranjenost
Područje nanduove rasprostranjenosti obuhvaća stepske zemlje Južne Amerike. Njihovom "pravom domovinom" drži se područje pampasa između Kordiljera i Atlantika, od bolivijskih i brazilskih prašuma do Patagonije. Nandu, kao stepska ptica, izbjegava prašume i planine, ali je u brežuljkastim krajevima jednako čest kao i na ravnici, te rado ide u gajeve mirti i palmi.

## Društveni život
Mužjak živi u zajednici s pet do sedam ženki, rijetko s više, u odvojenoj obiteljskoj skupini, na staništu koje je odabrao i kojeg brani od ostalih ptica iste vrste. Sve ženke jedne obitelji nesu jaja u jednom gnijezdu, a mužjak sam leži na jajima 40 dana.